# Tratado de Ágreda (1281)
El tratado de Ágreda fue firmado entre los días 27 y 28 de marzo de 1281 entre Pedro III de Aragón y Alfonso X de Castilla en Ágreda (actual provincia de Soria, España).
Por el tratado, Pedro III obtuvo de Alfonso X los castillos de El Pueyo y Ferrellón, el término de Pozuelo y el Valle de Ayora, y de Sancho de Castilla, Requena y la soberanía sobre el señorío de Albarracín una vez este fuera reconquistado por Castilla o por Aragón, a cambio del reconocimiento de Sancho como heredero de la Corona de Castilla. Había también una cláusula secreta que establecía un futuro reparto del Reino de Navarra.